# Aga Khan (Titel)
Aga Khan oder Aga Chan (persisch آقا خان Āqā Chān, DMG Āqā Ḫān) ist der Titel, der im frühen 19. Jahrhundert dem Oberhaupt (Imam) der islamischen religiösen Gemeinschaft der nizaritischen Ismailiten, Hassan Ali Schah (1800–1881), vom Schah von Persien verliehen und nach seiner Flucht nach Indien von den Briten bestätigt wurde. Seither wird dieser Titel unter seinen Nachfolgern weitervererbt. Der dritte Aga Khan vertrat Indien 1932 und von 1934 bis 1937 im Völkerbund.
Der Titel setzt sich aus den türkischen Worten „agha“ und „khan“ zusammen: Ersteres stammt vom alttürkischen und mongolischen Wort „aqa“ ab, was „älterer Mann“, „Meister“ oder „Herr“ bedeutet. „Khan“ bedeutet König oder Herrscher.

## Bisherige Träger des Titels Aga Khan
- Aga Khan I.: Aga Hasan Ali Shah / HH Shah Hasan Ali Shah Mehalatee Aga Khan I (1800–1881), 46. Imam (1817–1881)
- Aga Khan II.: HH Ali Shah Aga Khan II (ca. 1830–1885), 47. Imam (12. April 1881–1885)
- Aga Khan III.: HRH Prince Sultan Mohammed (1877–1957), 48. Imam (17. August 1885–1957)
- Aga Khan IV.: Karim Aga Khan / HH Prince Aga Khan IV / Prince Karim Al Husseini (1936–2025), 49. Imam der Ismailiten (11. Juli 1957–2025)
- Aga Khan V.: Rahim Al Husseini (1971–), 50. Imam der Ismailiten (6. Februar 2025–)